# Roosevelt Island Bridge
Die Roosevelt Island Bridge ist eine Hubbrücke in New York City, die Roosevelt Island in Manhattan mit Astoria in Queens verbindet und den östlichen Kanal des East River überquert. Sie ist der einzige Weg zur Insel für den Auto- und Fußverkehr (ohne Benutzung öffentlicher Verkehrsmittel).

## Geschichte
Der Bau der Brücke begann am 17. März 1952 und kostete 6,5 Millionen Dollar. Sie wurde am 18. Mai 1955 als Welfare Island Bridge eröffnet. Der Name wurde 1973 in Roosevelt Island Bridge geändert. Wenn die Brücke geöffnet ist, bietet sie Schiffen eine vertikale Durchfahrtshöhe von 30 Metern. Sie ist 12 Meter breit, und ihre Gesamtlänge einschließlich der Zufahrten beträgt 877 Meter. Die Hauptspannweite beträgt 127 Meter.
Bevor die Brücke gebaut wurde, konnten Fahrzeuge Roosevelt Island nur über einen Aufzug auf der Queensboro Bridge erreichen. Der Aufzug wurde 1970 abgerissen.
Die Roosevelt Island Bridge bietet einen direkten Zugang zu einem Parkhaus. Das Parkhaus wurde 1974 fertiggestellt und 1990 erweitert.
Im Jahr 2001 zog die New Yorker Verkehrsbehörde, das New York City Department of Transportation, in Erwägung, die Roosevelt Island Bridge in eine feste Brücke umzuwandeln, um die Kosten für ihre Instandhaltung zu senken. Die Brücke wird nur selten geöffnet, da die meisten Schiffe, die Roosevelt Island passieren, den Westkanal des East River benutzen. Die meisten Brückenöffnungen finden im September während der Generalversammlung bei den Vereinten Nationen statt, wenn der westliche Kanal des East Rivers aus Sicherheitsgründen geschlossen ist.